# LMO2
LMO2 (de sus siglas en inglés LIM domain only 2) es una proteína codificada en humanos por el gen lmo2.

## Función
La proteína LMO2 presenta una región rica en cisteínas y dos dominios LIM, y es necesaria en el proceso de eritropoyesis y en el desarrollo hematopoyético. Es una proteína muy conservada cuyo sitio de inicio de la transcripción se localiza aproximadamente 25 000 pares de bases corriente abajo desde el cluster de traslocación de células T 11p13, una zona caracterizada por sufrir una serie de traslocaciones específicas que dan lugar al desarrollo de leucemia linfoblástica aguda de células T.

## Interacciones
La proteína LMO2 ha demostrado ser capaz de interaccionar con:
- JARID1A[3]
- GATA1[4]
- GATA2[4]
- TAL1[5][6][7][4]
- MLLT4[8]